# وثائق وحدة البحوث المناخية
سُرقت وثائق وحدة البحوث المناخية -متضمنةً آلاف رسائل البريد الإلكتروني وغيرها من الملفات الحاسوبية- من مخدم بوحدة البحوث المناخية في جامعة  أنجليا الشرقية في حادث قرصنة في نوفمبر 2009.
أعيد توزيع الوثائق أولًا من طريق العديد من المدونات الخاصة بمنكري الاحتباس الحراري، الذين زعموا أن الوثائق تشير إلى سوء سلوك من قبل علماء المناخ البارزين. ورفضت سلسلة من التحقيقات هذه الادعاءات، في حين خلصت إلى أن علماء وحدة البحوث الإقليمية كان ينبغي أن يكونوا أكثر انفتاحًا في توزيع البيانات والأساليب عند الطلب. وقامت ست لجان تحديدًا بالتحقيق في الادعاءات ونشر التقارير، ولم تجد أي دليل على الغش أو سوء السلوك العلمي. وأجمعو علميًا على أن الاحتباس الحراري يحدث نتيجة النشاط البشري دون تغيير في نهاية التحقيقات.
وقع هذا الحادث قبل وقت قصير من افتتاح قمة كوبنهاغن للمناخ العالمي في ديسمبر 2009. فقد أثار ذلك النقاش العام حول زيادة انفتاح البيانات العلمية (ولو أن غالبية البيانات المناخية كانت متاحة دومًا بحرية).
وقد ذكر العلماء والمنظمات العلمية والمسؤولون الحكوميون إن الحادث لا يؤثر في الحالة العلمية الشاملة لتغير المناخ. أبلغ أندرو ريفكين  صحيفة نيويورك تايمز إن «الأدلة التي تشير إلى المساهمة البشرية المتزايدة في الاحترار العالمي مقبولة على نطاق واسع، وإن المواد المخترقة من غير المرجح أن تؤدي إلى تآكل الحجة العامة».

## مضمون الوثائق
وتضمنت المواد أكثر من 000 1 رسالة إلكترونية و000 2 وثيقة تتعلق بأبحاث تغير المناخ تغطي الفترة من عام 1996 حتى عام 2009. تضمنت بعض الرسائل الإلكترونية التي  نشرت على نطاق واسع مناقشات حول كيفية مكافحة حجج المشككين في تغير المناخ، والتعليقات غير الجذابة حول المشككين، واستفسارات الصحفيين، ومسودات الأبحاث العلمية. وكانت هنالك تأكيدات على أن هذه المناقشات أشارت إلى جهود لإغلاق المعارضين ووجهات نظرهم، وشملت مناقشات حول تدمير الملفات من أجل منع الكشف عنها بموجب قانون حرية المعلومات 2000 في المملكة المتحدة. تبين من استعراض أجرته وكالة أسوشيتد برس لجميع الرسائل الإلكترونية أنها لا تؤيد ادعاءات تزوير العلم، ولكنها تظهر ازدراء للمنتقدين. وقد ناقش العلماء تجنب تبادل المعلومات مع النقاد، ولكن الوثائق لم تظهر أي دليل على تدمير أي بيانات. ناقش الباحثون أيضًا في رسائل البريد الإلكتروني كيف استُخدمت المعلومات التي نشروها بناء على الطلب من قبل النقاد للقيام بهجمات شخصية على الباحثين. و في مقابلة مع صحيفة الغارديان، قال فيل جونز: «ربما كانت بعض رسائل البريد الإلكتروني تحتوي على كلمات سيئة، وأرسلت في حرارة اللحظة، عندما كنت محبطًا، أنا نادم على إرسال بعض منها. نحن لم نحذف أي بريد إلكتروني أو بيانات هنا في سي آر يو»، وأكد أن الرسائل الإلكترونية التي أثارت أكبر قدر من الجدل تبدو حقيقية.

### رسائل البريد الإلكتروني
يتعلق معظم رسائل البريد الإلكتروني بجوانب تقنية ودنيوية للبحوث المناخية، مثل: تحليل البيانات، وتفاصيل المؤتمرات العلمية. وقد ركز الجدل على عدد صغير من رسائل البريد الإلكتروني، ولا سيما تلك المرسلة إلى أو من عالم المناخ فيل جونز، رئيس وحدة أبحاث المناخ، ومايكل إي مان من جامعة ولاية بنسلفانيا، وهو أحد واضعي الرسم البياني لاتجاهات درجة الحرارة الذي يطلق عليه اسم «الرسم البياني لعصاة الهوكي».
اكتسب منكرو تغير المناخ دعاية واسعة للادعاءات بأن رسائل البريد الإلكتروني المخترقة أظهرت تواطؤ علماء المناخ في التلاعب بالبيانات، وحجب المعلومات العلمية، وحاولوا منع نشر الأوراق العلمية المعارضة في مجلات مراجعة الأقران. وقال الأكاديميون والباحثون في مجال تغير المناخ إنه لا شيء في رسائل البريد الإلكتروني يثبت الخطأ، ونفوا الادعاءات. ذكرت تقارير مستقلة أن رسائل البريد الإلكتروني لم تؤثر في الأدلة على أن الاحترار العالمي الذي تسبب فيه الإنسان يشكل تهديدًا حقيقيًا، وأنه جرى تشويه رسائل البريد الإلكتروني لدعم ادعاءات لا أساس لها من الصحة بسوء السلوك العلمي، ولكن كانت هنالك اقتراحات مقلقة بأن العلماء تجنبوا مشاركة البيانات العلمية مع النقاد المتشككين.
وذكر مكتب مفوض المعلومات أن «الأدلة الظاهرة من رسائل البريد الإلكتروني المنشورة تشير إلى محاولة لإبطال الكشف عن المعلومات بحذف المعلومات. من الصعب تخيل المزيد من الأدلة الوجيهة، وقد تكون عناصر الجريمة المنصوص عليها في المادة 77 من اتحاد رابطات المحامين الدوليين قد وُجدت هنا، ولكن لا يمكن اتخاذ إجراء بشأنها بسبب الوقت المنقضية، وهي مسألة بالغة الخطورة» وقد انتقدت لجنة اختيار العلم والتكنولوجيا مكتب الإعلام الدولي لإدلائه «بتصريحٍ للصحافة يتجاوز ما يمكن أن يثبته»، ولكنها أنحت باللائمة أيضًا على الجامعة لإساءة التعامل مع طلبات حرية المعلومات ودعت إلى إجراء تحقيق كامل لتسوية المسائل المثارة.
أجرت وكالة أسوشيتد برس مراجعة للرسائل الإلكترونية وخلصت إلى أنها تظهر العلماء الذين يتجنبون المنتقدين، ولكنهم لم يؤيدوا المزاعم بأن علوم الاحتباس  الحراري كانت مزيفة. وذكروا أن «أحد العناصر الأكثر إثارة للقلق يشير إلى محاولة لتجنب مشاركة البيانات العلمية مع النقاد المشككين في الاحترار العالمي»، وأشاروا إلى المشاكل الأخلاقية مع هذا الإجراء بسبب حقيقة أن «الوصول الحر إلى البيانات مهم بحيث يمكن للآخرين تكرار التجارب جزءًا من المنهج العلمي». واستشهدوا بخبير في السياسة العلمية، إذ قال إنها «سياسة علمية عادية، ولكن في النهاية القصوى، وإن كانت لا تزال ضمن الحدود»
. فقد أرسلت وكالة أسوشيتد برس رسائل البريد الإلكتروني إلى ثلاثة من علماء المناخ الذين اختاروهم بوصفهم معتدلين، الذين لم يغيروا نظرتهم إلى أن الاحتباس الحراري  الناتج عن أنشطة بشرية يشكل تهديدًا حقيقيًا. العلماء الثلاثة مسجلون، إذ يدعمون مراجعة خارجية مستقلة لادعاءات سوء السلوك في كل من وحدة أبحاث السلوك وجامعة ولاية بنسيلفانيا.